# Танаїс (річка)
Танаї́с (дав.-гр. Τανάϊδος) — давньогрецька назва річки Сіверський Донець і нижньої течії річки Дон; також Танаїс — річковий бог у давньогрецькій міфології.

## Історичні відомості
За свідченням Плутарха, мала також назву Амазонська річка. Згідно з Плутархом, Танаїс був сином Бероса й першої амазонки Лісіпи. Син Лісіпи виріс скромним, уникав спілкування з жінками, віддавав перевагу не коханню, а війні, шанував лише одного бога Ареса.
Афродіта вирішила покарати амазонку та її сина. Вона зробила так, що Танаїс без тями закохався у красуню-матір. Згідно з іншим варіантом міфу, Афродіта вселила їм обом, Лісіпі та її синові, любовну пристрасть одне до одного. Танаїс боровся з цим, але, не маючи сили здолати потяг до власної матері й бажаючи залишитися непорочним, він стрибнув в Амазонську річку й потонув. На честь цього вчинку річку перейменували, назвавши його ім'ям — Танаїс. 
Також короля Танаїса ґети (або скіфи Північного Причорномор'я) шанували як бога.
Із VII століття до н. е. Танаїс був торговельним шляхом, який сполучав східну Скіфію з грецькими містами над Чорним і Азовським морями.
Нерідко назву Танаїс порівнюють з Доном. Проте назва ця в часи розвитку грецьких колоній стосувалася переважно приморської частини річкового басейну, тобто великої річки нижче злиття Дінця й Дону. 
Як зазначає акад. Борис Рибаков у книжці "Геродотова Скіфія" (1979), давньогрецький картограф Птолемей уточнив річку, навівши координати витоку та гирла Танаїсу, з яких однозначно випливає, що мова йшла про Сіверський Донець. У свою чергу, назва Гиргис має ототожнюватися з Доном, який на той час вважався притокою Танаїса (а не навпаки, як вважають зараз). Одним з факторів такого тлумачення було те, що давні мореплавці з цих двох річок освоювали переважно Танаїс як річку, що протікала через землі, краще освоєні людиною, оскільки річка виконувала роль торговельного шляху.
За давніми (античними) джерелами, Танаїс стікає з Ріпейських гір (за якими була вже Гіперборея).

## Однойменні поселення

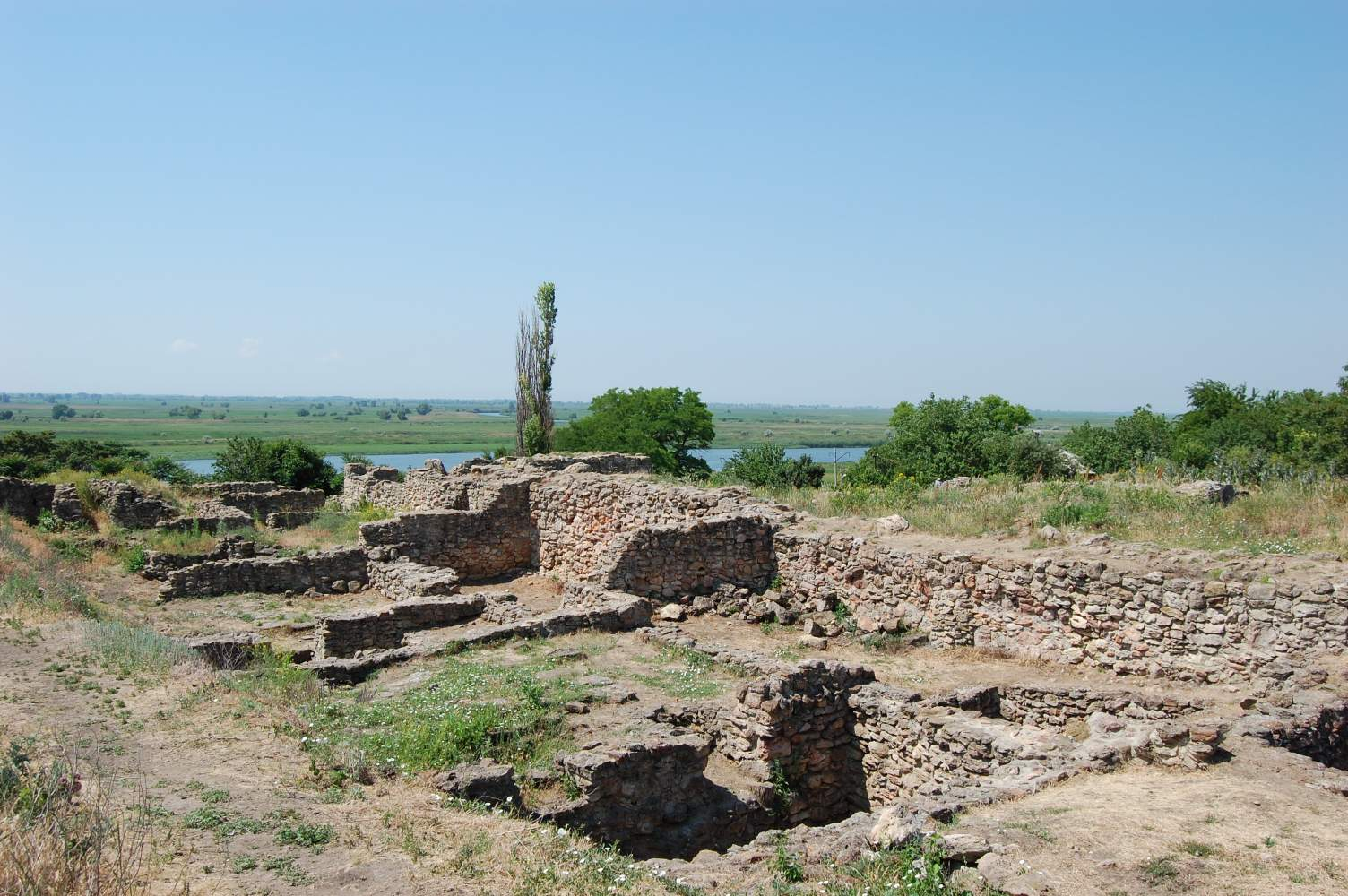
Розкопи в історико-культурному заповіднику «Танаїс», 2007 рік.

У гирлі річки Танаїс було однойменне місто Танаїс, що існувало протягом 8 століть, з III ст. до н. е. до V ст. н. е. Сучасне селище Танаїс розташоване на правому березі найпівнічнішого гирла Дону, що має назву "річка Мертвий Донець", бл. 20 км на захід від м. Чалтир.
Пізніше тут існувала італійська колонія Тана (ХІІ—XV ст.)

## Ономастика
Цю давню назву річки носить астероїд 12492 Танаїс.
З нижньої течії Танаїсу (біля Ростова-на-Дону) 1969 року описано новий вид променеперих риб з родини щипавкових (Cobitidae) — щипавка танайська, Cobitis tanaitica Băcescu & R. Mayer, 1969.
Назву на честь Танаїсу 1940 року дав відомий теріолог Яків Зубко танайському підвиду сліпушка степового — Ellobius talpinus tanaiticus Zubko, 1940. Цей підвид поширений по всьому Північному Підкавказзю і на захід уздовж піщаних арен Придінців'я до Кремінної.
з теренів Придінців'я описано також низку унікальних і високо раритетних видів рослин, назви яких пов'язані з Танаїсом, у тому числі:
- Klasea tanaitica (P.Smirn.) J.Holub — Клязея донська (=Серпій донський)  (айстрові, Червона книга України)[3]
- Onosma tanaitica Klokov — Громовик донський (бобові, Червона книга України)
- Astragalus tanaiticus  K.Koch — Астрагал донський (бобові, Червона книга України)
- Onobrychis tanaitica Spreng. — Еспарцет донський (бобові, Червона книга України)